# Bramenknapzakje
Het bramenknapzakje (Neovaginatispora fuckelii) is een schimmel behorend tot de Lophiostomataceae. Hij leeft op twijgen van de braam (Rubus).

## Kenmerken
Vruchtlichamen zijn half ondergedompeld en zijn 230 tot 270 μm hoog en 180 tot 220 μm in diameter. Het peridium is 25 tot 40 μm breed, bestaat uit twee lagen, buitenste laag bestaande uit bruine tot donkerbruine afgeplatte cellen, binnenste laag bestaande uit verschillende lagen hyaliene cellen. Pseudoparafysen zijn draadvormig, gesepteerd, hyaliene met kleine gelatineuze blaasjes. De asci zijn 8-sporig, cilindrisch en meten 47–54 × 6,5–8,5 μm.
Er worden verschillende variëteiten onderscheiden:
- Neovaginatispora fuckelii var. fuckelii (ascosporen: 11-18 × 3-5)
- Neovaginatispora fuckelii var. fuscosporum
- Neovaginatispora fuckelii var. pulveraceum (ascosporen: 15-21 × 4-5,5)

## Verspreiding
Het bramenknapzakje komt voor in Europa en Noord-Amerika. In Nederland komt het matig algemeen voor.